# 922 (szám)
A 922 (római számmal: CMXXII) egy természetes szám, félprím, a 2 és a 461 szorzata.

## A szám a matematikában
A tízes számrendszerbeli 922-es a kettes számrendszerben 1110011010, a nyolcas számrendszerben 1632, a tizenhatos számrendszerben 39A alakban írható fel.
A 922 páros szám, összetett szám, azon belül félprím, kanonikus alakban a 21 · 4611 szorzattal, normálalakban a 9,22 · 102 szorzattal írható fel. Négy osztója van a természetes számok halmazán, ezek növekvő sorrendben: 1, 2, 461 és 922.
A 922 négyzete 850 084, köbe 783 777 448, négyzetgyöke 30,36445, köbgyöke 9,73293, reciproka 0,0010846. A 922 egység sugarú kör kerülete 5793,09685 egység, területe 2 670 617,649 területegység; a 922 egység sugarú gömb térfogata 3 283 079 296,9 térfogategység.